# Jeroen van der Boom
Jeroen van der Boom (Nijmegen, Hollandia 1972. június 22.) holland énekes.

## Élete
Jeroen van der Boom már iskolás korában is művész volt. Egy teljesen ismeretlen együttesben, a The Travellers-ben játszott. Érettségi után kezdett el a szórakoztató iparban dolgozni.

### Televízió
1996-ban a holland SBS 6 csatorna alkalmazta őt mint a Real TV című műsor házigazdája. Ezt a műsort később Explosief névre keresztelték át. Ezek után a 15 Miljoen Mensen című zenés műsorban szerepelt és a Barney's Dart Show-ban, és részt vett a Dominónapon. 2002-ben megalapította saját produkciós társaságát, a Rebel-TV & Eventst.

### Zene
Jeroen Hollandiaszerte rendszeresen ad koncerteket, és megadatott neki az a lehetőség, hogy felvegyen egy albumot is. Ez az album tartalmazott egy Queen- ( Don't Stop Me Now) és egy Eric Clapton-feldolgozást (Wonderful Tonight). 2007-ben elkészítette Tom Jones She's a Lady című dalának feldolgozását is, mellyel fellépett Tom Jones április 27-ei hollandia koncertjén is.
2007. június 28-án jelent meg a Jij bent zo című kislemeze, mely kirobbanó sikert aratott, a 40-es slágerlista első helyére került.
2007. november 17-én jelent meg az Één wereld című kislemeze, ez decemberre lett a slágerlisták első helyezettje.

## Diszkográfia

### Kislemez
- Toekomst (2004)
- Café de Wereldcup (2006)
- She's a Lady (2007)
- Jij bent zo (2007)
- Eén Wereld (2007)

### Album
- Jij bent zo (2007)